# Vanhoeffenura birsteini
Vanhoeffenura birsteini är en kräftdjursart som först beskrevs av Menzies 1962C.  Vanhoeffenura birsteini ingår i släktet Vanhoeffenura och familjen Munnopsidae. Inga underarter finns listade i Catalogue of Life.